# Manuel dos Santos (toureiro)
Manuel dos Santos  ComM  (Lisboa, 11 de fevereiro de 1925 — Lisboa, 18 de fevereiro de 1973) foi um matador de touros português. 

## Biografia
O mais consagrado toureiro a pé português, Manuel dos Santos recebeu o nome do avô, o antigo bandarilheiro Manuel dos Santos «Passarito».
A influência do avo Manuel (para lá de outros familiares toureiros) e a existência de várias ganadarias na sua região natal, Santarém, despertaram-lhe um interesse natural pela arte de tourear e, em particular, pelo toureio a pe.  
Corria o ano de 1941 quando Manuel dos Santos se apresentou como novilheiro amador na Chamusca. A vê-lo encontrava-se Patrício Cecílio, que então se iniciara na missão de estabelecer na Golegã uma escola de toureio. Depressa o antigo bandarilheiro instaria o jovem a vir aprender a arte em sua casa.  
Depois do avo Manuel, Cecílio passaria a ser o seu mestre e Manuel dos Santos o mais destacado elemento da chamada Escola de Toureio da Golegã.  
Embora alimentasse o sonho de se tornar matador de touros, a dificuldade em prosseguir tal carreira a partir de Portugal levou Manuel dos Santos a começar por tomar a alternativa de bandarilheiro. Concedeu-lha Alfredo dos Santos, na Monumental do Campo Pequeno, a 26 de julho de 1944. 
Integraria a seguir a quadrilha do cavaleiro João Branco Núncio. 
Ao mesmo tempo que iniciava a sua carreira nas arenas, Manuel dos Santos pastoreou gado, foi aprendiz de barbeiro e ajudante numa mercearia, na Golegã. Também estudou comércio e contabilidade, na Escola Industrial e Comercial de Tomar.   
Em 1946, com 21 anos de idade, conseguiria, finalmente, cruzar a fronteira rumo a Espanha, à procura de concretizar o seu sonho de se tornar matador de touros.  
Passado um ano, mais precisamente na tarde de 26 de junho de 1947, debutava como novilheiro, com picadores, na praça de Badajoz. Com um desempenho notável nas suas lides, obteve três orelhas e um rabo, e saiu levado em ombros. Tornava-se uma promessa evidente e a ascensão seria fulgurante.   
Na mesma temporada, apresentou-se também em Portugal, já na qualidade de novilheiro.  
Apos cumprir cinco atuações seguidas na Monumental de Barcelona, de onde saiu duas vezes em ombros, era-lhe proposta a profissionalização como matador de touros. 
Na tarde de 14 de dezembro de 1947 Manuel dos Santos encontrava-se na El Toreo, a maior arena do mundo, situada na Cidade do México, para tomar a alternativa. Integrava um cartaz de luxo, sendo seu padrinho Fermín Espinosa "Armillita" e testemunha Carlos Arruza. O toiro de Pastejé que lhe é cedido, de nome Vanidoso, prega-lhe, contudo, uma violenta cornada, atingindo-lhe a veia femoral.  
Sobrevivendo à aziaga experiencia, decide renunciar à condição de profissional e voltar, como tal, a submeter-se à prova no ano seguinte, em 1948. 
A ocasião seria a tradicional data de 15 de agosto, na Real Maestranza de Sevilha. Teria agora como padrinho Manuel Jiménez Moreno "Chicuelo" e como testemunha Manuel Álvarez Pruaño "El Andaluz", e lidava o touro Verdón, da ganadaria Marquês de Villamarta.
Como ditado pelas regras da arte, apresentou-se para a confirmação em Las Ventas, Madrid, em 9 de junho de 1949. Teve Pepín Martín Vázquez como padrinho e Agustín Parra Dueñas "Parrita" como testemunha, lidando o Rosuelo, de Arturo Sánchez Cobaleda. 
Nos anos seguintes, atuou sobretudo em Portugal, Espanha, França e México, mas também noutros países da América Latina, como a Colômbia e a Venezuela, e nas então províncias ultramarinas portuguesas de Angola e Moçambique. 
No México, país onde lhe chamavam de El lobo Portugués, e onde gozou de uma enorme popularidade, recebeu o prestigiado prémio Rosa Guadalupana, a 29 de janeiro de 1950, na Plaza México.
Precisamente no ano de 1950, Manuel dos Santos consegue um feito nunca alcançado por outro toureiro a pé de nacionalidade portuguesa, ao liderar o escalafón internacional dessa temporada (ou seja, sendo o matador de touros com mais atuações realizadas nessa temporada).  
Por essa altura, a imprensa e o público consagram o toureiro como um ídolo, ao lado de Amália Rodrigues e Eusébio Ferreira. A corrida de touros partilhava com o futebol o estatuto de grande espetáculo de massas, sendo igualmente um dos cartões de visita do país no estrangeiro. «Touros e só/ Não há nada/ Que uma toirada com mais emoção!/ Não há festa com mais cor/ Que mais fale ao coração!», cantava Amália Rodrigues no filme Sangue Toureiro, onde fazia par romântico com Diamantino Viseu. 
Viseu era rival de arenas de Manuel dos Santos e foi com ele que Manuel dos Santos formou o cartel mais disputado de sempre do toureio a pé em Portugal.  
Antes, o próprio Manuel dos Santos fora também protagonista de um filme inspirado na sua vida, Sol e toiros, realizado em 1949 pelo espanhol José Buchs. Amália fizera também uma participação no filme, interpretando o Fado do Silêncio, de Raul Ferrão. 
A popularidade de que Manuel dos Santos gozava não o impediu de ser preso a 3 de junho de 1951, por exercer na integralidade a sua função, numa atuação no Campo Pequeno. Nessa noturna, debaixo de um grande entusiasmo do publico, terminou a estoque a lide do Ribatejano, da ganadaria Assunção Coimbra. Foi então o primeiro matador português a fazê-lo numa praça portuguesa, sem autorização legal, depois de ter sido legalmente decretada a proibição de matar touros em público, nos anos 1920. Passou a noite na prisão, de onde saiu mediante o pagamento de uma caução, e acabou por ser absolvido no julgamento que se seguiu. 
Toureiro de raça, mas com estilo, inventou a dossantina, um novo passo de muleta. Do seu admirável percurso constaria ainda a atuação, no México em três corridas no mesmo dia, nas praças de Morelia, Cidade do México e Acapulco, em mano-a-mano com o popular Carlos Arruza; e a assistência de mais de 88 mil espetadores, numa corrida em que interveio no Estádio Gelora Bung Karno, em Jacarta, Indonésia. 
Algumas cornadas violentas e duas operações a meniscos provocaram, em 1953, a sua retirada das arenas. Contudo, sendo o amor aos touros inevitável, regressou seis anos depois, em 1959. Embora com menor frequência, atou até 1972, em corridas e em festivais de beneficência. 
Mesmo depois de se retirar, nunca deixou de estar ligado à festa de touros: explorou e dirigiu a Sociedade Campo Pequeno, numa época de grande projeção dessa arena, e outras praças do país; fundou a Ganadaria Porto Alto, numa propriedade no Alentejo.

#### Morte
Manuel dos Santos sofreu em 17 de fevereiro de 1973 um acidente de viação na reta do Bombel, em Vendas Novas, quando regressava de uma visita à sua ganadaria. 
Viajavam no mesmo automóvel o filho do toureiro, Manuel Jorge; o moço de estoques, Manolo Escudero; e o maioral da ganadaria, Manuel Francisco Piteira Dias. Manolo Escudero teve morte imediata. 
O matador viria a falecer um dia depois do acidente, em 18 de fevereiro de 1973, no quarto n.º 36 do Hospital Particular de Lisboa.

## Condecorações
- Em Portugal, foi distinguido, a 1 de julho de 1983 (a título póstumo), com o grau de comendador da Ordem do Mérito, pelo Presidente da Republica Ramalho Eanes[14], assim como, em data desconhecida, com a Medalha de Mérito das Comunidades Portuguesas[5].
- Em Espanha foi distinguido, em data desconhecida, com o grau de cavaleiro da Ordem de Isabel a Católica.

## Família
A 25 de fevereiro de 1954 Manuel dos Santos casou, no México, com Sra. D.ª Gloria Elena Díez, de quem teve um filho, Manuel Jorge Díez dos Santos, médico veterinário no distrito de Santarém e empresário agrícola, de serviços e eventos. Teve duas netas, Madalena e Diana, e um neto, mais outro Manuel dos Santos, os quais o matador porém nunca chegou a conhecer, em virtude da sua morte precoce.